# Paronana bidenticulata
Paronana bidenticulata är en urinsektsart som först beskrevs av Carpenter 1925.  Paronana bidenticulata ingår i släktet Paronana och familjen Paronellidae. Inga underarter finns listade i Catalogue of Life.